# كارل جونسون (منافس ألعاب قوى)
كارل جونسون (بالإنجليزية: Carl Johnson)‏ (و. 1898 – 1932 م) هو منافس ألعاب قوى أمريكي، ولد في مقاطعة جينيسي، شارك في الألعاب الأولمبية الصيفية 1920، توفي في ديترويت، عن عمر يناهز 34 عاماً.

## التعليم
تعلم في جامعة ميشيغان.

## روابط خارجية
- كارل جونسون على موقع أوليمبيديا (الإنجليزية)